# Krasny Bór
Krasny Bór – osada w Polsce położona w województwie warmińsko-mazurskim, w powiecie lidzbarskim, w gminie Lidzbark Warmiński.
W latach 1975–1998 miejscowość administracyjnie należała do województwa olsztyńskiego.  Osada znajduje się w historycznym regionie Warmia, nad rzeką Drwęcą Warmińską.